# Moisés Delgado
Moisés Delgado López (Utrera, 18 april 1994) is een Spaans voetballer. Hij speelt als verdediger bij FC Barcelona.

## Clubvoetbal
Delgado speelde in de jeugd van Sevilla FC. Op 24 februari 2013 maakte hij zijn debuut in Sevilla Atlético, het tweede elftal van de club, tegen Cádiz CF in de Segunda División B. Op 11 mei 2014 debuteerde hij in het eerste elftal in een wedstrijd tegen Getafe CF in de Primera División. In 2016 werd Delgado gecontracteerd door FC Barcelona. Hij begon in het tweede elftal. Op 25 oktober 2016 speelde de verdediger zijn eerste wedstrijd voor de hoofdmacht van Barça. In de wedstrijd om de Supercopa de Catalunya tegen RCD Espanyol had Delgado een basisplaats.
1 Masip ·
2 L. Pérez ·
3 García ·
4 Olivas ·
5 Sánchez ·
6 González ·
7 Guardiola ·
8 K. Pérez ·
9 Weissman ·
10 Plano ·
11 Hervías ·
12 Orellana ·
13 Roberto ·
14 Alcaraz ·
15 El Yamiq ·
16 André ·
17 Mesa ·
18 Janko ·
19 Toni ·
20 Fede ·
21 Míchel  ·
22 Nacho ·
23 Rubio ·
24 Joaquín ·
40 Jota ·
Coach: Sergio